# Storholmen (vid Rilax, Raseborg)
Storholmen är en ö i Finland. Den ligger i Skärgårdshavet och i kommunen Raseborg i landskapet Nyland, i den sydvästra delen av landet. Ön ligger omkring 110 kilometer väster om Helsingfors.
Öns area är 3 hektar och dess största längd är 400 meter i nord-sydlig riktning. Ön höjer sig omkring 15 meter över havsytan.